# فرناندا بیه‌لی
فرناندا بیه‌لی (اسپانیایی: Fernanda Villeli‎؛ ‏ ۱۴ مهٔ ۱۹۲۱ – ۱ فوریهٔ ۲۰۰۹) نویسنده، بازیگر و فیلم‌نامه‌نویس اهل مکزیک بود.
از فیلم‌ها یا مجموعه‌های تلویزیونی که وی در آن‌ها نقش داشته است، می‌توان به پگاه نو اشاره نمود.